# Johann Helfrich Jüngken

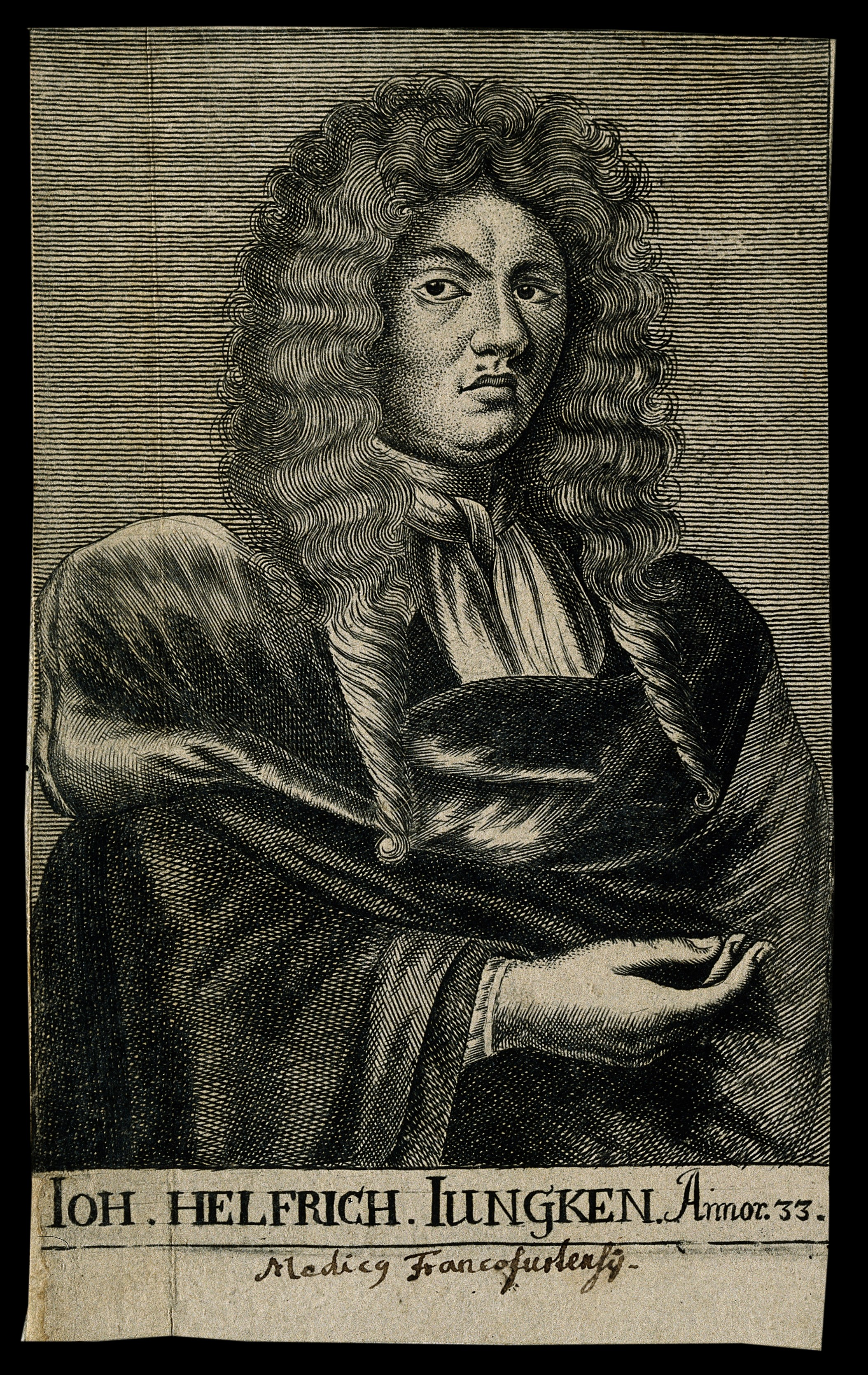
Johann Helfrich Juengken (1689)

Johann Helfrich Jüngken (* 19. September 1648 in Caldern (Hessen); † 5. Januar 1726 in Frankfurt am Main) war Stadtphysicus in Frankfurt am Main und Mitglied der Gelehrtenakademie „Leopoldina“.

## Leben
Johann Helfrich Jüngken (auch: Johann Helfrich Jungken) studierte zunächst Theologie, später Medizin in Marburg und Gießen und promovierte schließlich im Jahr 1672 an der Ruprecht-Karls-Universität Heidelberg. Anschließend war er unsteter Wanderarzt und praktizierte unter anderem in Murten in der Schweiz. Er war später Hofarzt des Herzogs von Birkenfeld, Leibarzt des Grafen Erbach, später Provinzialphysicus in Mosbach in der Pfalz und schließlich Stadtarzt in Frankfurt am Main.
Das Titelblatt der „Praxis Medica“ (1689) von Johann Helfrich Jüngken belegt, dass die Chymiatrie beginnt, sich ihren Platz in der Medizin zu sichern. Die dominierende neue Autorität der Ratio (auf dem Titelblatt dargestellt mit ihren Töchtern „Experientia“ und „Chymia“) beginnt, sich gegen alt hergebrachte medizinische Lehrmeinungen der griechischen und römischen Antike durchzusetzen.
Am 19. Februar 1696 wurde Johann Helfrich Jungken mit dem Beinamen Apollonius I. als Mitglied (Matrikel-Nr. 219) in die Deutsche Akademie der Naturforscher Leopoldina aufgenommen.

## Werke
- Chymia experimentalis curiosa : ex principiis mathematicis demonstrata … à Sande, Frankfurt 1681 (Digitalisat); 1702 (Digitalisat)
- Medicus praesenti saeculo accomodandus : per veram philosophiam spagiricam, rerum naturalium veris fundamentis exornandus, faciliori omnis generis morbos curandi methodo illustrandus. Frankfurt 1682, Teil 1 (Digitalisat), Teil 2 (Digitalisat)
- Deutlich- und wolgegründete Anmerckungen über die Chymische Artzneyen Johannis Poppii ... Theil : In sich begreiffend Vielerley ja etlich hundert herrliche Processe, heilsame Artzney-Mittel, geheime Handgriffe, sonderbare Experimenta, ungemein und seltene Curen, samt vielen merckwürdigen Medicinalischen Historien … Zieger Nürnberg 1686 (Digitalisat)
- Notae In Notas Et Commentaria Joh. Agricolae, In Poppium, : Cum Additamentis Ex Recentiorum Principiis enatis. Zigerus, Nürnberg 1686 (Digitalisat)
- Sonderbahre nutzliche, auch nöthige Anmerkungen, eine sorgfältige Aufferziehung der jungen Kinder und deren Gebrechen betreffend : allen sorgfältigen Müttern zum nöthigen Unterricht mitgetheilet . Zieger, Nürnberg 1688 (Digitalisat)
- Praxis medica : sive corporis medicina morborum internorum corporeae machinae fere omnium et fiendi et curandi methodum ...  Zieger, Frankfurt 1689 (Digitalisat)
- Compendium chirurgiae manualis absolutum : oder vollkommener doch kurtzer Begriff aller Hand-Arbeiten oder Operationen d. Chirurgie, wie solche e. jeden rechtschaffenen Chirurgo u. Feldscherern absolute zu wissen von nöthen.  Zieger Franckfurt 1691 (Digitalisat)
- Fundamenta Medicinae modernae eclectica, ubi physices compendio praemisso, ad Cartesii potissimum mentem conscripto, ex celeberrimis neotericis sciptoribus medicis talis per omnes medicinae partes traditur selectus; cui Ars Medica, per varia opinionum & sententiarum discrimina hactenus volutata, firmius nunc innititur. Zieger, Frankfurt 1693 (Digitalisat)
- Modernæ praxeos medicæ vademecum, pro mempria sublevanda conscriptum. Zieger, Frankfurt 1694 (Digitalisat)
- Lexicon pharmaceuticum : pro maiori commoditate in duas partes divisum.  Zieger, Frankfurt 1694 (Digitalisat) 2. Auflage, Zieger, Frankfurt 1709 (Digitalisat) 2. Auflage, Rüdigerus, Nürnberg 1716 (Digitalisat); 3. Auflage, Rüdigerus, Nürnberg 1785 (Digitalisat)
- Beschreibung Derer Tugenden, Kräfften und Gebrauch, einer, durch einen Alten Cavalier und Obristen, nahmens Monck, bey uns erst neulich bekandt gemachten Panacea und Tinctura Aurea, Wie auch Anderer zum Theil vorhin berühmten, anjetzo aber zu mehrerer Perfection gebrachten Hoch-schätzbaren Medicamenten, 1697. (Digitalisat).
- Opiologia Nova, Modernis Artis Medicae Principiis Superstructa Ineffabiles Opii Sane Divini Vires Et Effectus Ad Omnes corporis cruciatus juxta rationes leges accomodans. Stockius, Frankfurt 1697  (Digitalisat)
- Embser Bad- und Brunnen-Cur : worinnen die, biß daher noch nie bekant gemachte, contenta alcalica dieser Bäder und Brunnen, an Tag geleget worden ...   Bourgeat, Frankfurt 1700 (Digitalisat)
- Jo. Helffr. Jüngken, M.D. Physici in Franckfurt: Nach den heutigen Vernunft-mässigen aus der Anatomie und Chymie, beigeführten Grund-Reguln Der Medicin, unterrichtende Sichere Sorgfältige Medicus. Aller Inneren Parthien des Menschlichen Gebäues, so wol gesunden Stand, als zufällige Kranckheiten, deutlich und treulich verhandelend. Frankfurt 1701 (Digitalisat)
- Nephrologia nova et curiosa. Stock, Frankfurt 1709 (Digitalisat)
- Corpus pharmaceutico-chymico-medicum : sive concordantia pharmaceuticorum compositorum discordans ; modernis medicinae practicis dicata ; quippe in ea invenient tantum non omnia notissimorum dispensatoriorum, tam veterum nunc minus consueta, quam & recentiorum hodierno die magis usualia composita, juxta morborum seriem ita disposita, ut uberrima inde pateat & in promptu sit materia medica cujusvis genio nata.  Knoch, Frankfurt 1697 (Digitalisat);  2. Auflage 1711 (Digitalisat)
- Lexicon chimico-pharmaceuticum : in 2 partes divisum. Zieger, Nürnberg 1699, Teil 2 (Digitalisat)
- Vernünftiger und erfarner Leib-Artzt, welcher lehret, wie ein mensch / so von der medicin keine profession machet, so wohl seinen eigenen cörper erkennen, sich vor allerhand zufällen bewaren, als auch in kranckheiten geschwinde raten möge. Fritsch, Leipzig 1699 (Digitalisat)
- Chymia experimentalis : sive, naturalis philosophia mechanica : ubi prior pars generosiorum remediorum fabricam ex triplici regno cum omnibus manipulationibus fideliter exhibit, pars altera eâdem medicamenta, inter alia, ad quoscunque morbos generaliter adaptare docet. Adjectis monitis medicis affectibus puerorum concernentibus nec non experimentis rerum naturalium principia commentarii, loco illustrantibus. J. M. à Sande, Frankfurt 1702 (Digitalisat)
- Kurtz verfaste und in ein und andern Dingen anitzo vermehrte Beschreibung Der Uhralten weltberühmten Wißbadischen Bäder, Deren Contenta, Tugend, Kräfften und rechtmäßigen Gebrauch betreffendWorbey zugleich Einige, diesen Bädern, so wol von interessirten Medicis, als in solchen Sachen unerfahrnen Leuten, gemachte, oder eingebildete falsche, und irrige Aufflage, und schädliches præiudicium: Ob wären diese Bäder zu hitzig und nicht so sicher als andere zu brauchen, ventiliret, und in rechtem Verstand der Warheit gäntzlich zuwider und falsch, abgeleinet und verworffen werden, Gedruckt bey Joh. Phil. Andreä, Frankfurt am Main, 1707. Frankfurt; Ausgabe 1715 (Digitalisat)
- Chirurgia manualis : oder kurtzer doch vollkommener Begriff, derer zu d. Chirurgie in specie gehörigen Operationen oder Hand-Arbeiten ; wie solche e. rechtschaffenen Chirurgo experimentaliter zu erlernen u. zu wissen absoluté nöthig sind ...  Zieger, Nürnberg 1710 (Digitalisat)
- Compendium Physicae, secundum Democriti …   Johann Adolph Stock, Frankfurt 1713 (Digitalisat)
- Jüngken, Johann Helfrich und Alardus Mauritius Eggerdes: Neue warhaffte Idea und Abbildung der Pest, 1715.
- Wohlunterrichtender sorgfältiger Medicus : welcher nach denen Grund-Reguln so aus d. heutigen Anatomie u. Chymie hergenommen alle innere Theile d. menschl. Leibes beschreibet ...  Rüdiger, Nürnberg 1725 (Digitalisat)
- Joh. Helfrici Jungkens Medicus Praesenti Seculo Accommodandus : Per Philosophiam veram Spagiricam, Rerum Naturalium Veris fundamentis exornandus, & faciliori omnis generis morbos curandi methodo illustrandus ... Apud Jo. Fridericum Rudigerum, Norimbergae 1725 (Digitalisat)